# Хиљаду речи
Хиљаду речи (енгл. A Thousand Words) је америчка драмедија коју је режирао Брајан Робинс, а главну улогу тумачи Еди Марфи.

## Радња
Џек Макол је брбљиви књижевни агент, који може да склопи било који посао. Након што слаже гуруа, открива да му живот зависи од дрвета са хиљаду листова, од којих сваки представља по једну његову реч. Џек мора да престане да прича и нађе необичне начине комуницирања или ће умрети. Филм говори о човеку који је приморан да престане да прича како би научио да искрено комуницира са својом супругом, породицом и пријатељима.

## Улоге
- Еди Марфи — Џек Макол
- Кери Вошингтон — Каролин Макол
- Кларк Дјук — Арон Вајзбергер
- Клиф Кертис — Др Синџа
- Алисон Џени — Саманта Дејвис
- Руби Ди — Ени Макол
- Џек Макбрејер — запослени Старбакса